# Calycopis cos
Calycopis cos is een vlinder uit de familie van de Lycaenidae. De wetenschappelijke naam van de soort werd als Thecla cos in 1907 gepubliceerd door Hamilton Herbert Druce.